# امام‌شهر
امام‌شهر شهری در بخش مرکزی شهرستان قیر و کارزین استان فارس است.

## جمعیت
بر پایه آخرین سرشماری مرکز آمار ایران در سال ۱۳۹۵ جمعیت این شهر برابر با ۵٬۸۰۳ تن است. در سرشماری عمومی نفوس و مسکن سال ۱۳۹۰، جمعیت امام‌شهر ۵٬۱۹۰ نفر (۱٬۳۹۹ خانوار) بوده‌است.